# Странники (серия книг)
«Странники» — серия книг в жанре фэнтези, созданная группой авторов, публикующихся под псевдонимом Эрин Хантер, известных по серии «Коты-воители». Главными героями серии являются медвежата: Каллик (белый медведь), Луса (барибал) и Уджурак (гризли), который может превращаться в любое другое животное, и Токло (гризли). Под предводительством Уджурака медвежата ищут дом, где они могли бы жить, не опасаясь людей.
Идея о создании серии возникла, когда издательство HarperCollins предложила Виктории Холмс, одной из авторов «Котов-воителей» создать новую серию книг о животных. Сначала они рассматривали собак, лошадей и дельфинов; Виктория Холмс пожелала писать о медведях, и остальные авторы согласились с ней.
Основным источником вдохновения авторов стали легенды инуитов и индейцев. Холмс считает, что медвежий уклад жизни похож на индейский, поэтому изучила образ жизни коренных народов Америки. Идея о волшебных превращениях Уджурака была позаимствована у индейских шаманов, которые, по поверьям, способны превращаться в животных. Имена животных взяты из индейских и экимосских языков.

## История написания

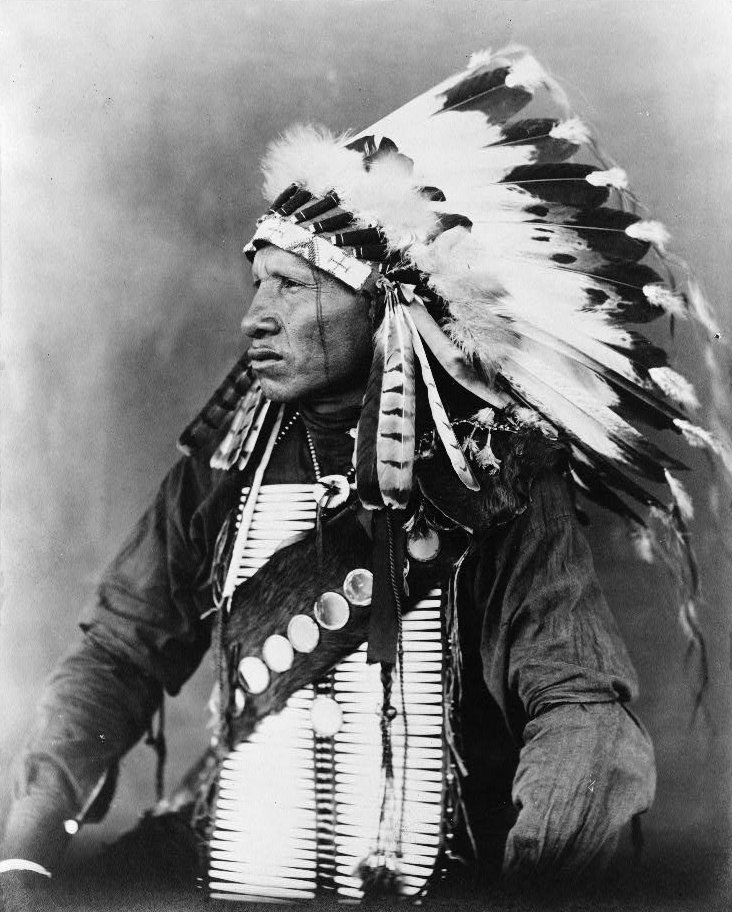
По словам Виктории Холмс, поведение, уклад жизни и ценности персонажей книг во многом позаимствованы у коренного населения Америки

Виктория Холмс говорит, что «Странники» начались как очередной заказ от HarperCollins, так же, как и «Коты-воители». Все участницы группы, пишущей под псевдонимом Эрин Хантер, желали, чтобы она начала новую серию книг о животных. HarperCollins предложили собак, но Холмс «не хотела писать истории, которые были бы очень похожими на „Котов-воителей“. Собаки живут стаями, охотятся, имеют чёткую иерархию и охраняют свою территорию», что было бы очень похоже на уклад жизни в «Котах-воителях». Затем рассматривались лошади, но поведение этих животных не предполагает того, что они бы начали сражаться, вместо того, чтобы просто убежать. Рассматривались также дельфины, но их возможные приключения и сражения были бы медленными, «без того захватывающего экшена, который так любит Эрин Хантер». В конце концов, они посоветовались с Холмс, которая хотела писать о медведях: «Они живут намного отчуждённее, чем кошки, они дикие, никогда в истории их не одомашнивали (цирковые медведи не считаются), это большие животные с огромным потенциалом для написания боевых сцен».
При написании серии были проработаны и использованы легенды инуитов и индейцев — племён, которые живут там же, где и медведи. Трансформации Уджурака стали одной из первых идей для серии, возникшей при изучении информации об индейских шаманах. Также Холмс рассказала, что имена медвежат взяты из языков эскимосов и индейцев — «Луса» обозначает «луна» на языке чокто, а «Каллик» — «молния» или «гроза» на языке инуитов.

## Книги

### Первая серия
| Название                              | Описание | Год  | ISBN                   |
| ------------------------------------- | --- | ---- | ---------------------- |
| Первые испытания (The Quest Begins)   | Белая медведица, Каллик теряет брата, Таккика и мать. Мать медвежонка гризли, Токло, отказывается от него, так как ее младший, больной сын Тоби умирает. Вскоре мать Токло увозят в зоопарк, где та встречает Лусу, черную и очень любознательную медведицу. Ока понимает что натворила, но выбраться ей уже не дано. Она рассказывает Лусе о ее медвежатах и говорит свои последние слова. Луса сбегает из медвежатника и ищет Токло. В это время Токло спасает черного медвежонка Уджурака и узнает его главную тайну......    | 2007 | ISBN 978-5-373-03068-7 |
| Медвежье озеро (Great Bear Lake)      | Медвежата объединяются и отправляются на поиски Медвежьего озера, места покоя и исцеления. Луса встречает Токло и Уджурака, а в конце к ним присоединяется Каллик с братом Таккиком. | 2008 | ISBN 978-5-373-03079-3 |
| Дымная гора (Smoke Mountain)          | Медвежата идут в Арктику, где должна быть еда и кров. На пути они встречают старого медведя, рассказывающего о месте, где можно найти новый дом, но для этого надо пройти через Дымовые горы, где, по слухам, живёт человек, поедающий медведей. Таккик решает покинуть группу. По пути Луса получает ранение, и медведи решают устроить привал на Дымной горе. В конце концов, они достигают желанного места, преодолев голод и опасности.                                                                                      | 2008 | ISBN 978-5-373-03479-1 |
| Последняя глушь (The Last Wilderness) | Превратившись в гуся, Уджурак проглатывает рыболовный крючок, который застревает у него в горле. Друзья ищут способ помочь, просят его превратиться в человека и относят его в людское поселение. Там его лечит человек, который тоже является духом животного, но не умеет превращаться. Токло покидает друзей, желая найти себе собственную территорию, где он будет жить один. Уджурак попадает в людскую больницу. Правительство хочет застроить те места, где живут медведи. Друзья понимают, что надо вновь идти на север. | 2009 | ISBN 978-5-373-03892-8 |
| Небесный огонь (Fire in the Sky)      | Медвежата отправляются в Арктику. Токло проваливается под лёд. Чтобы спасти его, Уджурак превращается в кита, но в его теле он начинает забывать о друзьях и о медвежьей жизни. Оказывается, что мать Уджурака — Путеводная Звезда. Луса и Токло вынуждены уйти, потому что Лусе нужно впадать в спячку. Они случайно встречают людей, которые ловят Лусу. Уджурак превращается в человека и спасает её. | 2010 | ISBN 978-0-06-087135-2 |
| Духи звёзд (Spirits in the Stars)     | Медвежата прибывают на странный остров, где им удаётся спасти местных больных белых медведей и уничтожить нефтяную вышку. | 2011 | ISBN 978-0-06-087140-6 |

### Вторая серия
Ещё до окончания выхода первой серии авторы заявили о своём намерении выпустить вторую серию книг с участием Лусы, Каллик и Токло. Вторая серия называется Return to the Wild.
| Название            | Описание | Год  | ISBN                   |
| ------------------- | --- | ---- | ---------------------- |
| Остров теней        | Токло, Каллик и Луса собираются вернуться домой. Токло тяжело переживает гибель своего друга Уджурака и, в отличие от своих друзей, испытывает страх перед грядущей дорогой. Друзья добираются до странного острова, где попадают в беду и встречают ещё одного медвежонка по имени Якон. | 2011 | ISBN 978-0-06-199634-4 |
| The Melting Sea     | Каллик возвращается в родные места и грустит из-за грядущей разлуки с друзьями, которые должны будут найти свои дома. Однако на месте оказывается, что белые медведи голодают из-за рано начавшегося таяния снега.                                                                        | 2012 | ISBN 978-0-06-199638-2 |
| River Of Lost Bears | Медвежата отправляются в горы. Токло должен сделать выбор между своими друзьями и жизнью среди других бурых медведей. | 2013 | ISBN 978-0-06-199640-5 |
| Forest Of Wolves    | Герои находят старый дом Токло. Якон тяжело заболевает и может умереть. Луса раздумывает над тем, чтобы отделиться от друзей. | 2014 | ISBN 978-0-06-199644-3 |
| Пылающий горизонт   | Друзья собираются добраться до Медвежьего озера ко дню Сбора. Токло, нашедший дом в горах, решился не покидать друзей, по крайней мере до тех пор, пока Луса не найдет свой дом, но та неожиданно отделяется от всех, чтобы найти свой путь самостоятельно.                               | 2015 | ISBN 978-0-06-199646-7 |
| Самый длинный день  | Четыре медведя прибывают к Медвежьему озеру и вынуждены присоединиться к церемонии самого длинного дня. В конце книги выясняется, что у главных героев, которые теперь на три года старше, есть свои семьи и детёныши. Книга завершает всю серию.                                         | 2016 | ISBN 978-0-06-199649-8 |

### Манга
По мотивам Странников также была издана манга. Художником стала Беттина Куркоски, которая прежде была художником в манге по «Котам-Воителям». Первый комикс, «История Токло», вышел 9 февраля 2010 года. Вторая часть, «Приключения Каллик», вышла 8 февраля 2011 года. Третья часть должна была называться «История Лусы», но компания Tokyopop, отвечавшая за издание манги, отказалась делать книги для США; о возможности издания третьей части другим издательством пока что ничего не известно.

## Персонажи

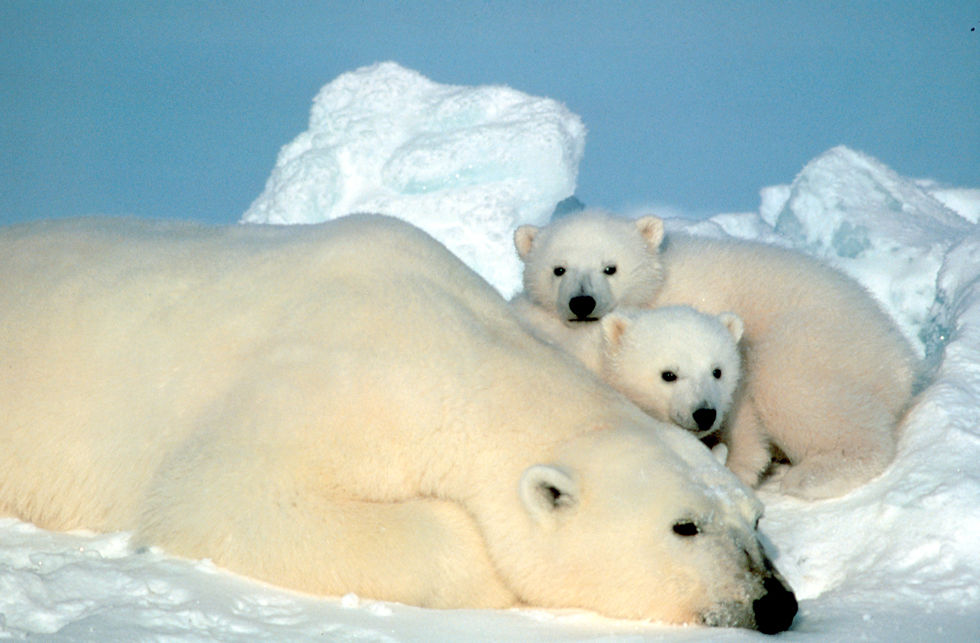
В основе первой книги лежит история о белом медвежонке Каллик, жившущей с матерью и братом

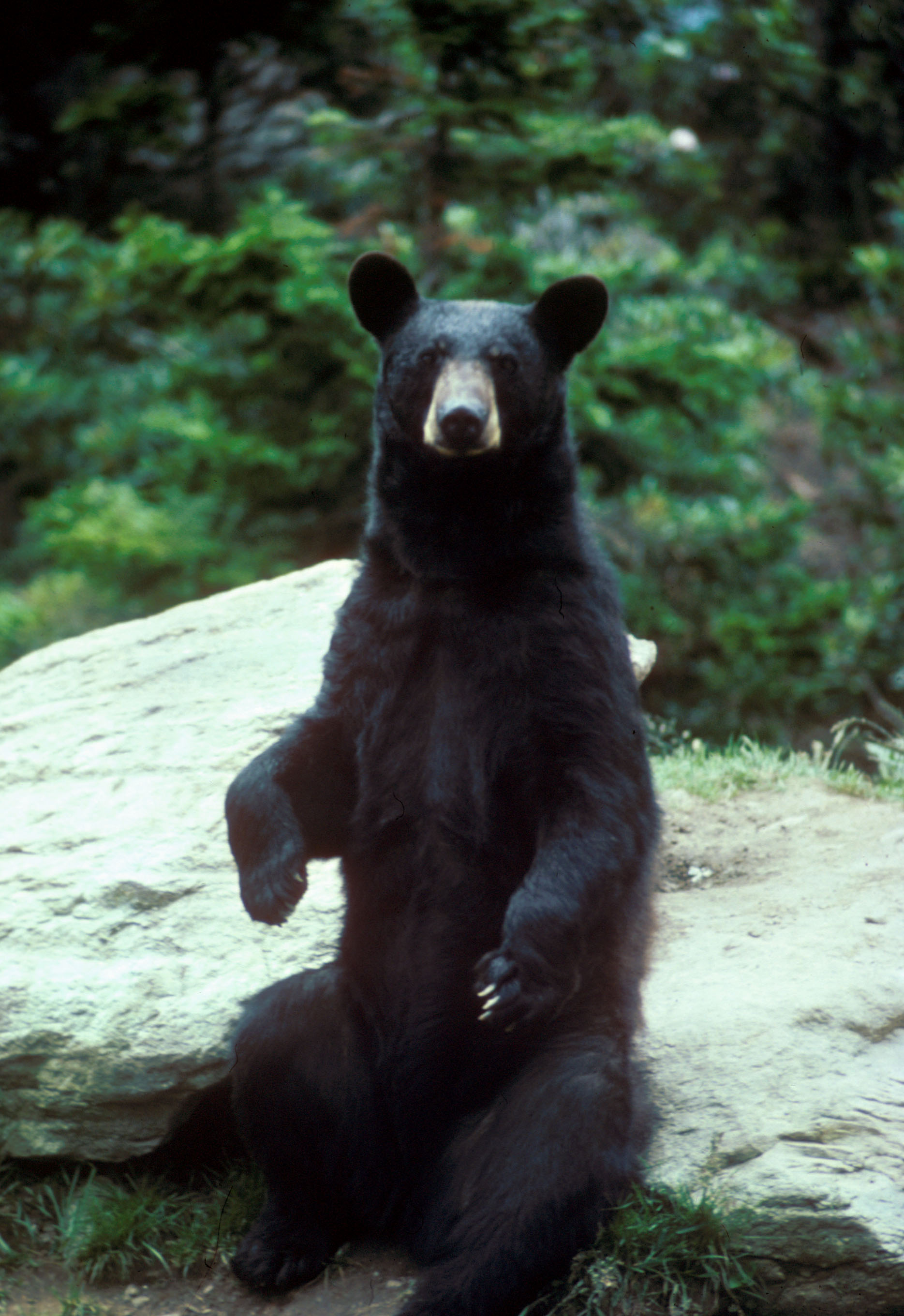
Героиня серии Луса относится к виду барибал (американский чёрный медведь)

- Каллик — маленькая белая медведица, вынужденная покинуть свой дом с матерью Нисой и братом Таккиком, когда началось таяние льдов. Как и другие медвежата, Калик училась у матери охотиться и выживать, пока не стала взрослой. Любопытство медведицы нередко приводило к неприятностям. Когда льды начали таять и медведям пришлось искать новый дом, на семью Каллик напали касатки, и в результате мать медвежат погибла. Каллик пришлось выживать в одиночестве до тех пор, пока она не встретила Лусу, Уджурака и Токло в конце книги Медвежье Озеро.

- Луса — медведица барибал, единственный ребёнок в своей семье, жила с приёмным братом Йоги в зоопарке. Отец Лусы жил в дикой природе, но не любил рассказывать об этом, чтобы не расстраивать Лусу. Луса не видела других животных, кроме медведей из зоопарка и птиц. Она часто спрашивала Стеллу, медведицу, прибывшую из другого зоопарка, о жизни. В их же зоопарк привезли мать Токло, которая рассказала, что оставила своего сына в одиночестве, и очень жалела об этом, не зная, жив ли он ещё. Луса пообещала, что разыщет его. Она сбежала из зоопарка и встретила Токло в конце первой книги.

- Токло — медвежонок гризли, живший с матерью и братом. Братик Токло постоянно болел, поэтому мать часто обращала на него всё своё внимание. По пути к месту, богатому рыбой, брат Токло умер, а на мать напал другой разъярённый медведь. Токло сбежал, и ему пришлось выживать в одиночестве. Он случайно встретил другого одинокого медвежонка Уджурака, который мог превращаться в других животных.

- Уджурак — медвежонок гризли, способный превращаться в других животных или человека. До четвёртой книги он не может контролировать свои способности. Каждый раз, когда он превращается, он может смотреть на мир с точки зрения того животного, в которое он обратился, и иногда забывает, что он медведь. Уджурак рано потерял мать и ищет место, где на небе танцуют духи, чтобы узнать у них свою судьбу.

## Тематика

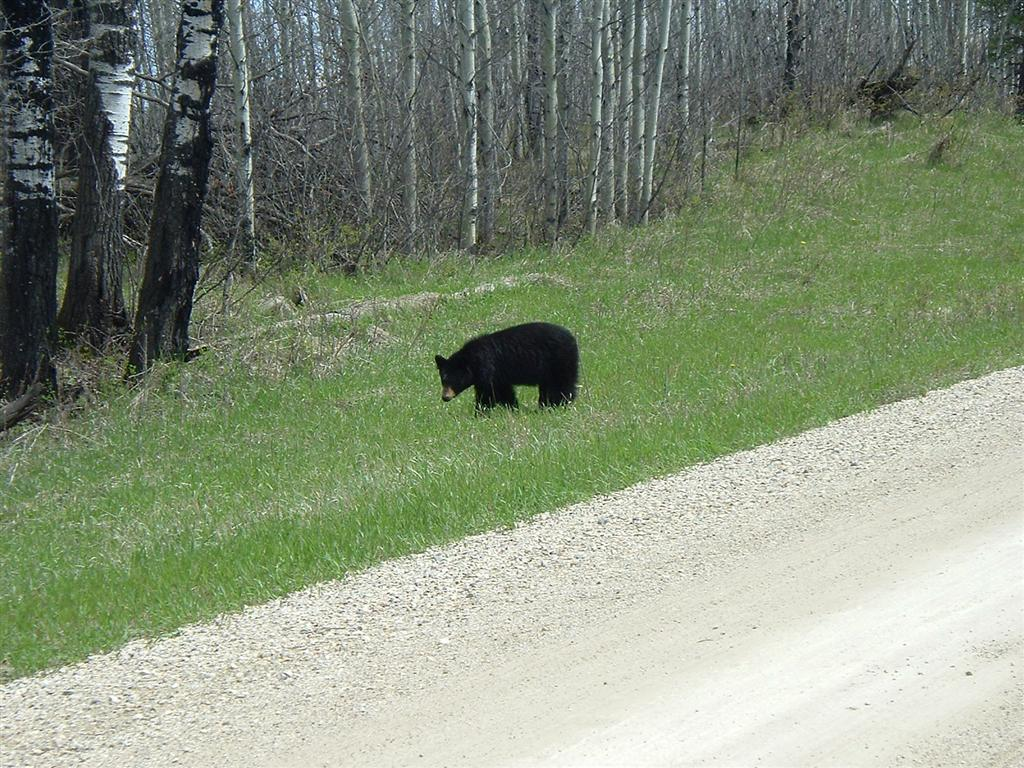
Вынужденное соседство животных с человеком, уничтожение и застройка мест обитания животных является одной из основных тем серии «Странники».

Основной темой книг серии является природа и охрана окружающей среды. Холмс заявила: «Написание книг о других животных даёт шанс затронуть темы, которые не вписывались в серию „Коты-воители“. В особенности, тему природы». Она хотела рассказать о том, как медведи и другие животные относятся к тому, что люди уничтожают их дома и ареалы. Холмс также заявила, что она — приверженница вторичной переработки сырья и экологии. В рецензии издания Publishers Weekly отмечалось, что «читателям будет интересно следить за борьбой медвежат за своё существование и взглядом Эрин Хантер на проблемы экологии». Booklist отметил, что во всех историях трёх медвежат затрагиваются экологические вопросы. School Library Journal писал, что «факт уничтожения дома для медвежат — очевиден, часто во время своих странствий они встречают людей на машинах и с оружием».
Это же издание отметило развитие тем «противостояния молодых и взрослых, нового и традиционного, и открытия того, что кто-то другого вида может оказаться очень похожим на вас самих».
В рецензии на сайте Kidreads.com, посвящённом детской литературе, отмечается, что одной из тем также является расизм. Автор рецензии пишет, что «она [Эрин Хантер] очень умно обращается с темой расизма, используя уникальный и честный подход: три медведя разных цветов, происхождения и веры объединяются друг с другом ради выживания и дружбы».

## Публикация
Как и в «Котах-воителях», каждая серия состоит из шести книг. Изначально серию планировалось назвать The Clawed Path («Когтистый путь»), так названо путешествие медведей в книгах, но затем название поменяли на Seekers («Странники») — то, что больше было созвучно с серией Warriors («Коты-воители»).
Первая книга «Первые испытания» была издана HarperCollins в ноябре 2007 года. Участники программы FirstLook, организованной издательством, получили книгу раньше, чем она появилась в розничной продаже. В США она вышла 27 мая 2008 года. 10 февраля 2009 вышло издание книг в мягкой обложке, электронная версия — 6 октября 2009 года.
Также серия издавалась в Канаде и Великобритании. Первая книга вышла Канаде 25 мая 2008 года. В Великобритании вышло только четыре книги первой серии, последняя появилась в продаже 6 сентября 2010 года.
В 2010 году начался перевод и выпуск серии в России издательством «Олма медиа групп», были переведены четыре книги.

## Критические отзывы
В основном, рецензии на «Странников» носят положительный характер. Publishers Weekly выделило удачные концовки книг, описания борьбы медведей за свою жизнь, а также отметило, что первая книга написана не так натянуто, как «Коты-Воители». Booklist отметило «интересный баланс между антропоморфными чертами и реалистичным поведением медведей». School Library Journal писал, что «с первой страницы начинается увлекательная свежая история», что «сюжет идёт быстро и авторы способны создавать и сохранять адреналин у читателя». Kirkus Review писал, что «Хантер создаёт богатый чувственный мир, наполненный жестокостью, красотой, нежностью, дикостью и в достаточной степени добавляет мифологический подтекст, создающий таинственность», однако добавляет, что слишком много времени и детальных описаний посвящено развитию героев, не оставляя места сюжету. В рецензиях ко второй и третьей книгам — «Медвежьему озеру» и «Дымовой горе» — Horn Book Review пишет, что читатели могут потерять нить повествования в «Дымовой горе», но им понравятся фэнтези, приключения и описания животных.